# Ischnura ramburii
Ischnura ramburii är en trollsländeart som först beskrevs av Selys 1850.  Ischnura ramburii ingår i släktet Ischnura och familjen dammflicksländor. IUCN kategoriserar arten globalt som livskraftig. Inga underarter finns listade i Catalogue of Life.

## Bildgalleri

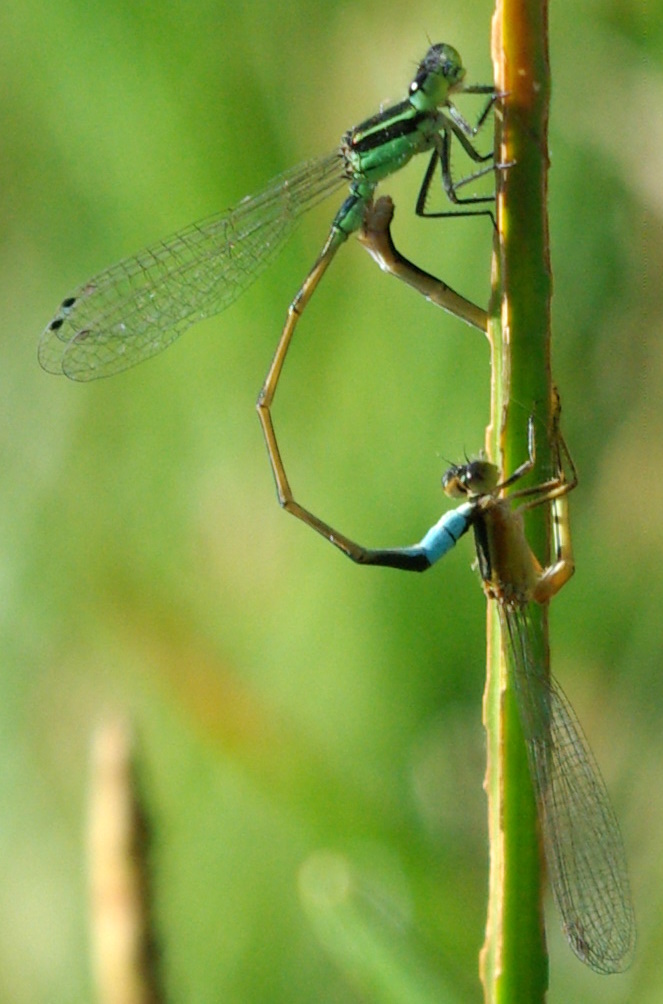
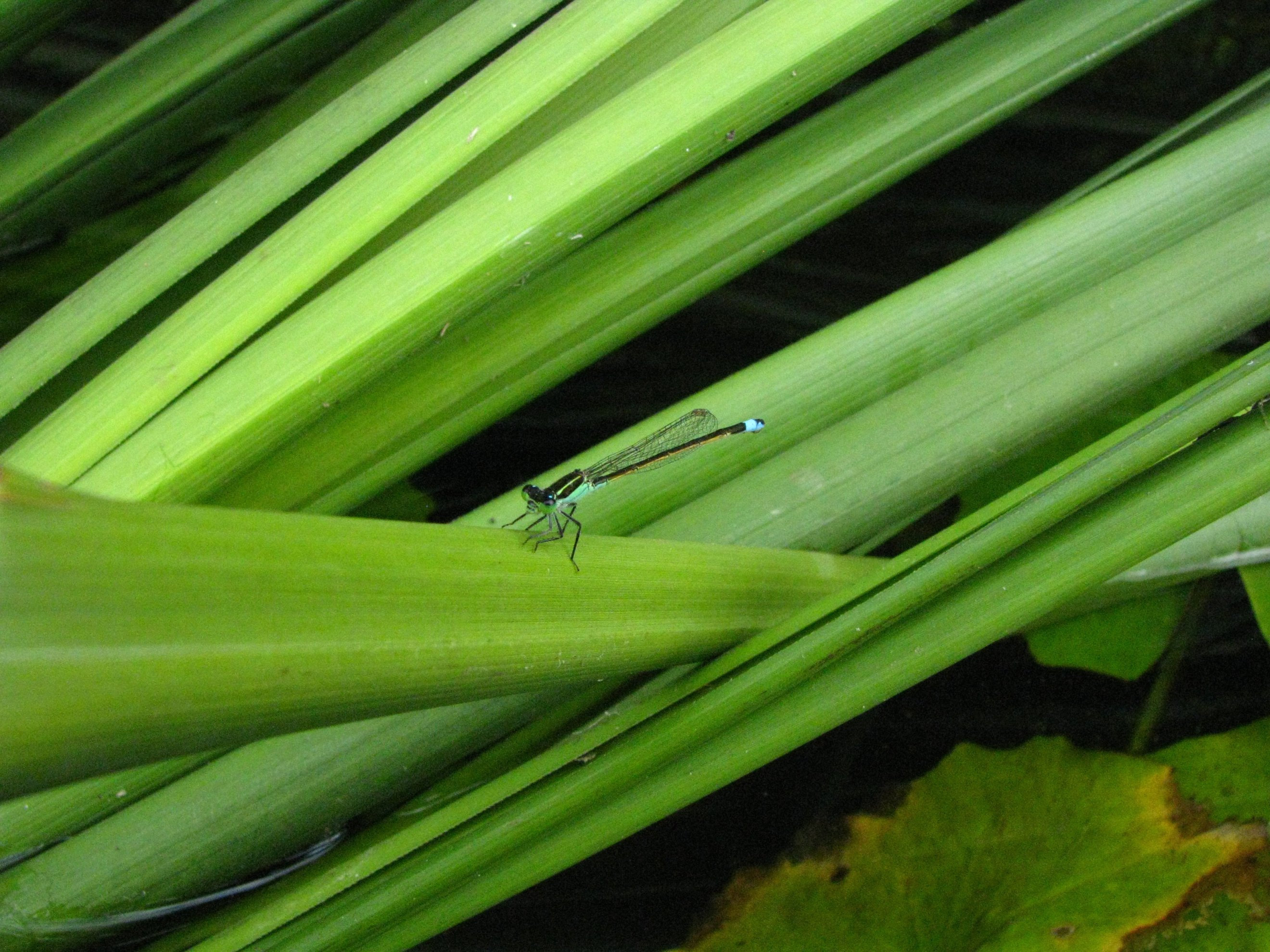
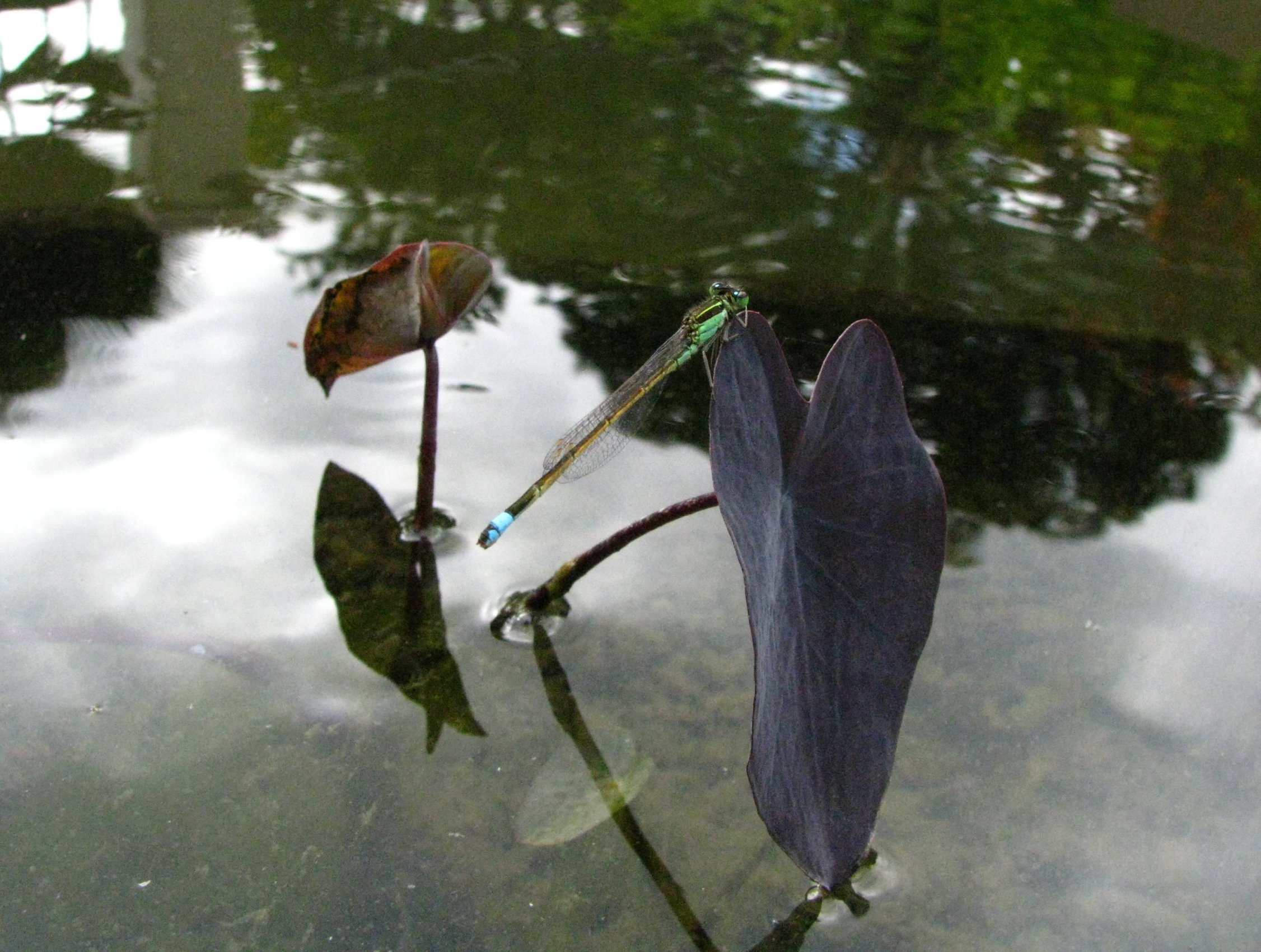
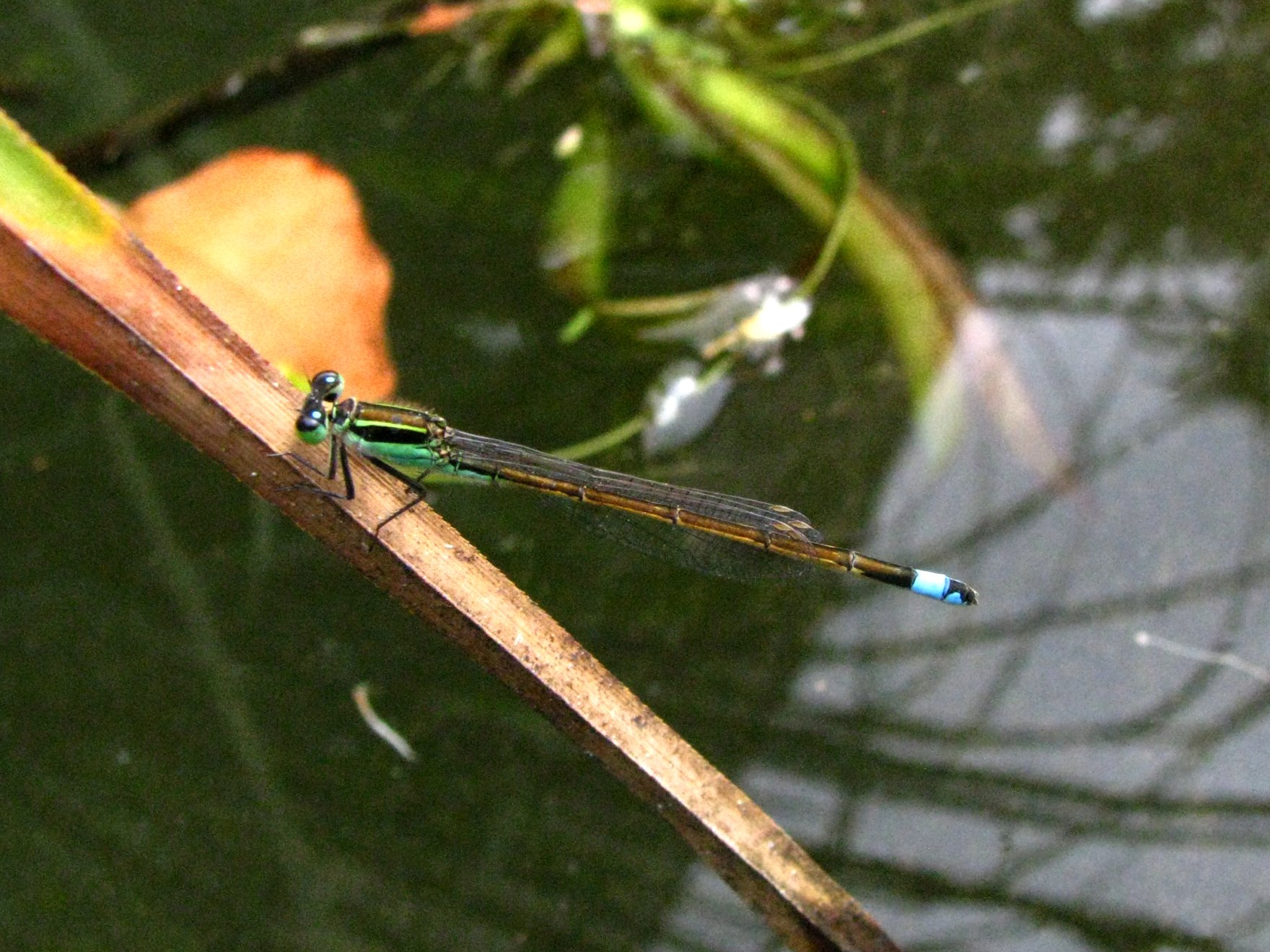
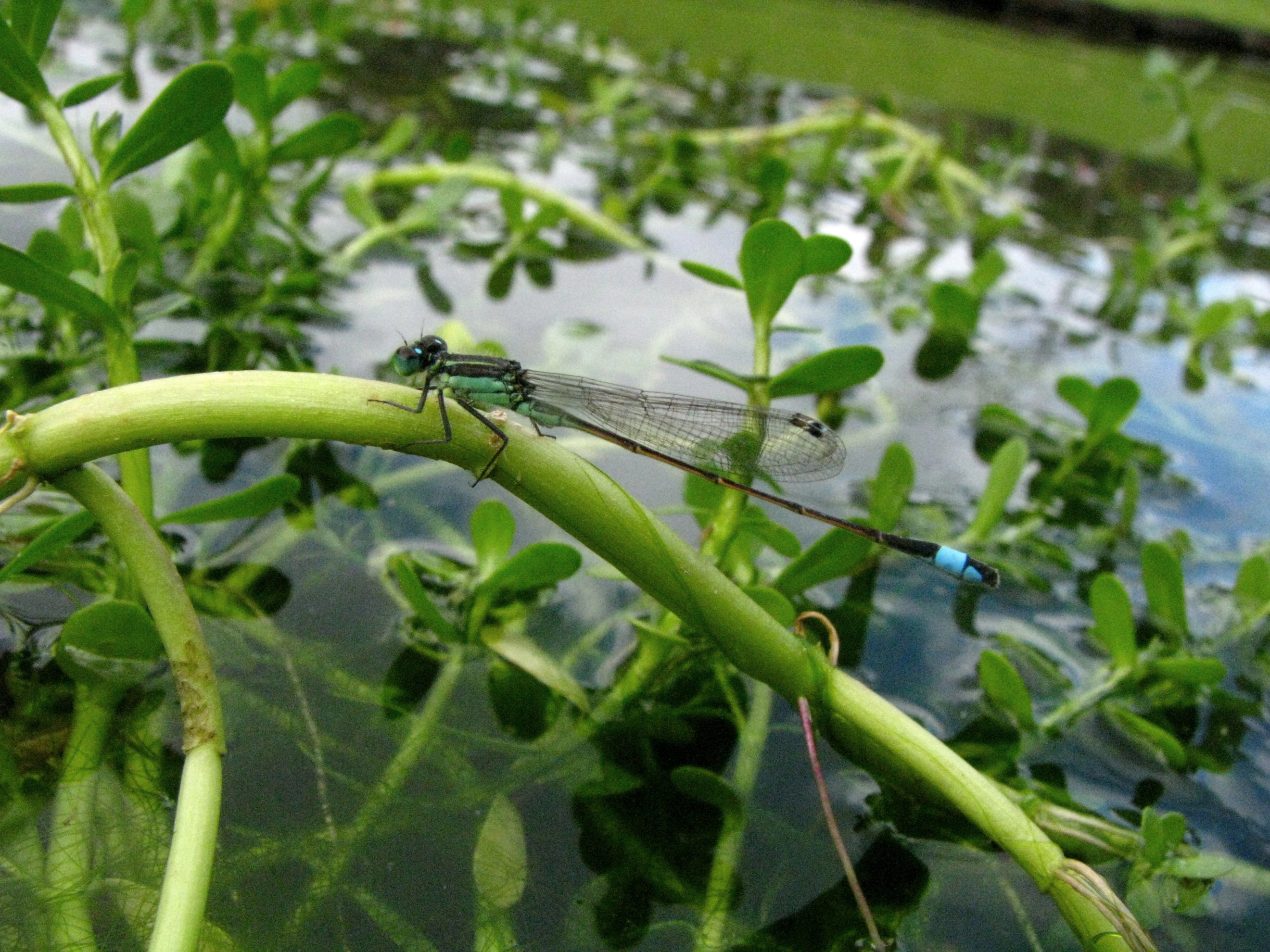